# Torta di taro
La torta di taro (cinese tradizionale: 芋頭糕; cinese semplificato: 芋头糕; pinyin: yùtóu gāo; cantonese Yale: wuhtáu gōu) 

## Descrizione
È un piatto cantonese a base di taro vegetale. Sebbene abbiano una consistenza più densa rispetto alle torte di rape, entrambe queste torte salate sono realizzate in modi simili, con la farina di riso come ingrediente principale. Come dim sum, viene solitamente tagliato a fette rettangolari e fritto in padella prima di servire. Si trova a Hong Kong, in Cina e nei ristoranti di Chinatown all'estero. Altri ingredienti spesso includono carne di maiale e funghi neri cinesi, o anche salsicce cinesi. Di solito è condito con scalogno tritato.

## Varianti

### Variante regionale casalinga
L'altra versione è quella più casalinga al forno. Di solito si utilizzano gli stessi ingredienti e la torta viene cotta a vapore per lunghi periodi di tempo in una padella profonda finché non diventa molto morbida e pastosa. La formula varia molto a seconda della ricetta di famiglia o dei gusti regionali.

### Variante congelata
Alcuni ristoranti offrono torte di taro tagliate a cubetti come parte dell'antipasto del piatto principale di cucina cinese. Questi a volte sono congelati a uno stato più solido, sebbene non sia così comune come le altre forme.

## In altre culture
Un piatto simile viene preparato nella cucina vietnamita, dove viene chiamata bánh khoai môn.
In Malaysia e a Singapore è conosciuta come torta yam.